# Albergaria-a-Velha
Albergaria-a-Velha (dt.: Herberge, die Ältere) ist eine Kleinstadt (Vila) und ein Kreis (Concelho) in Portugal mit 8479 Einwohnern (Stand 30. Juni 2011).

## Geschichte
Im Jahre 1120 gab Königin D.Teresa das Gebiet an Gonçalo Eriz. Eine Bedingung war der Erhalt der hiesigen Herberge (Portugiesisch: Albergaria) für Arme und Kranke. Der entstehende Caminho Português, ein Jakobsweg, verlief hier. Als Albergaria-a-Velha war der Ort bereits im Jahre 1117 erstmals offiziell erwähnt worden. Da die Krone keine Rechtshoheit über das Gebiet hatte, erhielt Albergaria-a-Velha keine offiziellen Stadtrechte (Foral).
Im Verlauf der Napoleonischen Kriege auf der Iberischen Halbinsel zogen 1809 französische Truppen unter General Soult durch den Kreis, wobei es hier zu Plünderungen und Beschädigungen kam.
Im Zuge der Verwaltungsreformen ab 1835 wurde Albergaria-a-Velha ein eigenständiger Kreis (Concelho) und eine Vila (Kleinstadt). Der Ort nahm eine industriell bedeutende Entwicklung seit dem Anschluss des Ortes an die Eisenbahn 1908. In den 1950er Jahren wurden hier die in Portugal bekannten Rennwagen Alba produziert. Einen erneuten Entwicklungsschub erlebte der Ort, nachdem die Autobahn A1 in den 1980er Jahren den Ort erreichte.
Im April 2011 wurde der Ort zur Stadt (Cidade) erhoben.

## Kultur und Sehenswürdigkeiten
Verschiedene Sakralbauten, historische öffentliche Gebäude, urbane Herrenhäuser und Brunnenanlagen stehen in Albergaria-a-Velha unter Denkmalschutz. Auch der historische Ortskern des Ortes ist geschützt.
Die Auenlandschaft Pateira de Frossos am Rio Vouga bietet Ruhe und Möglichkeit zur Naturbeobachtung. Zudem sind am eigentlichen Vouga verschiedene Grünanlagen angelegt, stellenweise mit Sportanlagen oder Picknick-Plätzen ausgestattet.

## Verwaltung

### Kreis
Albergaria-a-Velha ist Sitz eines gleichnamigen Kreises. Die Nachbarkreise sind (im Uhrzeigersinn im Norden beginnend): Estarreja, Oliveira de Azeméis, Sever do Vouga, Águeda, Aveiro sowie Murtosa.
Mit der Gebietsreform im September 2013 wurden mehrere Gemeinden zu neuen Gemeinden zusammengefasst, sodass sich die Zahl der Gemeinden von zuvor acht auf sechs verringerte.
Die folgenden sechs Gemeinden (Freguesias) liegen im Kreis Albergaria-a-Velha:

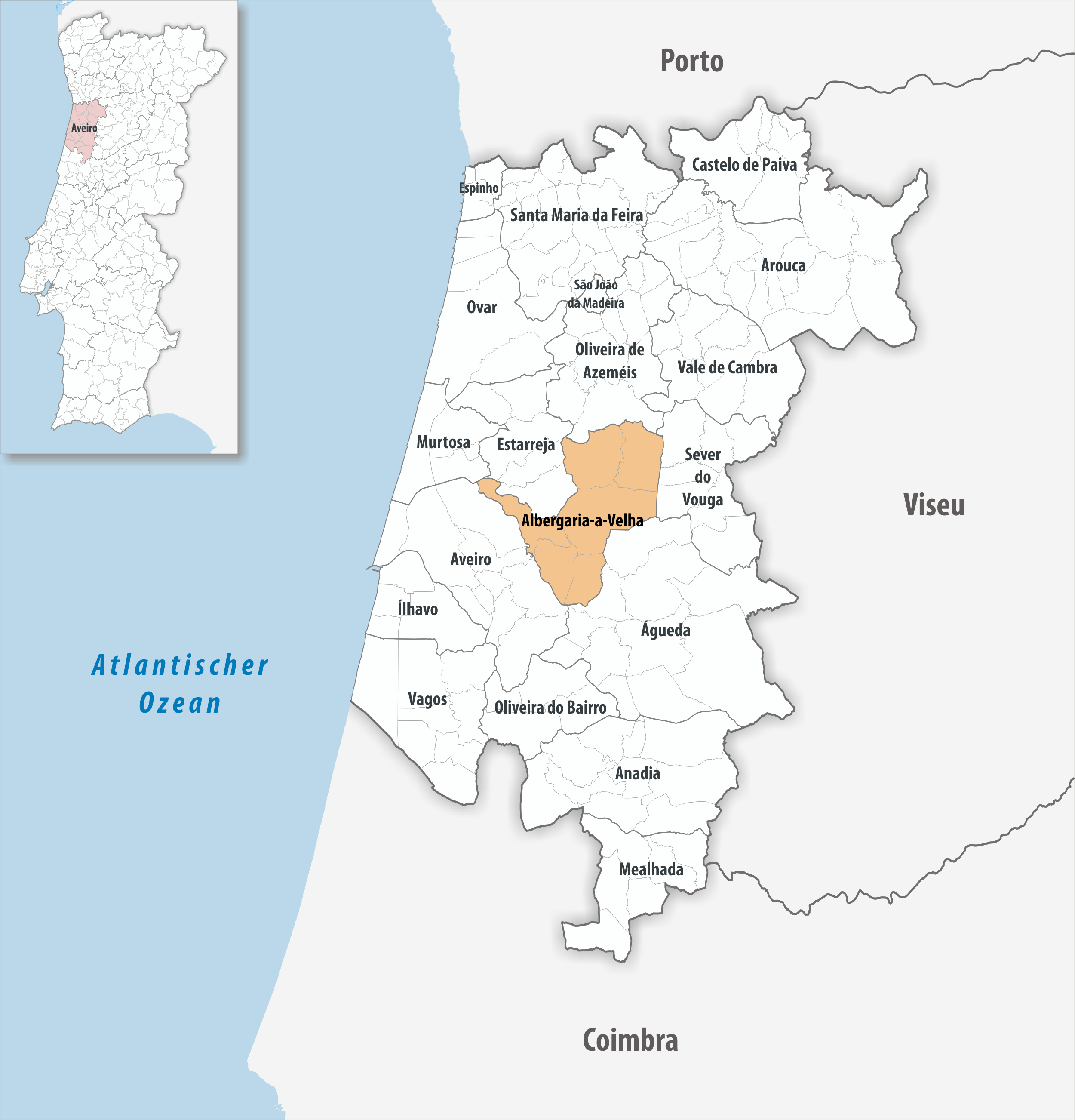
Kreis Albergaria-a-Velha

| Gemeinde                      | Einwohner (2021) | Fläche km² | Dichte Einw./km² | LAU- Code |
| ----------------------------- | ---------------- | ---------- | ---------------- | --------- |
| Albergaria-a-Velha e Valmaior | 11.058           | 47,00      | 235              | 010209    |
| Alquerubim                    | 2.233            | 15,36      | 145              | 010202    |
| Angeja                        | 1.875            | 21,25      | 88               | 010203    |
| Branca                        | 5.427            | 30,29      | 179              | 010204    |
| Ribeira de Fráguas            | 1.494            | 26,75      | 56               | 010206    |
| São João de Loure e Frossos   | 2.753            | 18,18      | 151              | 010210    |
| Kreis Albergaria-a-Velha      | 24.840           | 158,83     | 156              | 0102      |

### Bevölkerungsentwicklung
| Einwohnerzahl im Kreis Albergaria-a-Velha (1849–2011) | Einwohnerzahl im Kreis Albergaria-a-Velha (1849–2011) | Einwohnerzahl im Kreis Albergaria-a-Velha (1849–2011) | Einwohnerzahl im Kreis Albergaria-a-Velha (1849–2011) | Einwohnerzahl im Kreis Albergaria-a-Velha (1849–2011) | Einwohnerzahl im Kreis Albergaria-a-Velha (1849–2011) | Einwohnerzahl im Kreis Albergaria-a-Velha (1849–2011) | Einwohnerzahl im Kreis Albergaria-a-Velha (1849–2011) | Einwohnerzahl im Kreis Albergaria-a-Velha (1849–2011) |
| ----------------------------------------------------- | ----------------------------------------------------- | ----------------------------------------------------- | ----------------------------------------------------- | ----------------------------------------------------- | ----------------------------------------------------- | ----------------------------------------------------- | ----------------------------------------------------- | ----------------------------------------------------- |
| 1849                                                  | 1900                                                  | 1930                                                  | 1960                                                  | 1981                                                  | 1991                                                  | 2001                                                  | 2011                                                  |                                                       |
| 4 717                                                 | 13 526                                                | 15 293                                                | 18 446                                                | 21 326                                                | 21 995                                                | 24 638                                                | 25 211                                                |                                                       |

### Kommunaler Feiertag
- Montag nach dem dritten Augustsonntag

### Partnerstädte

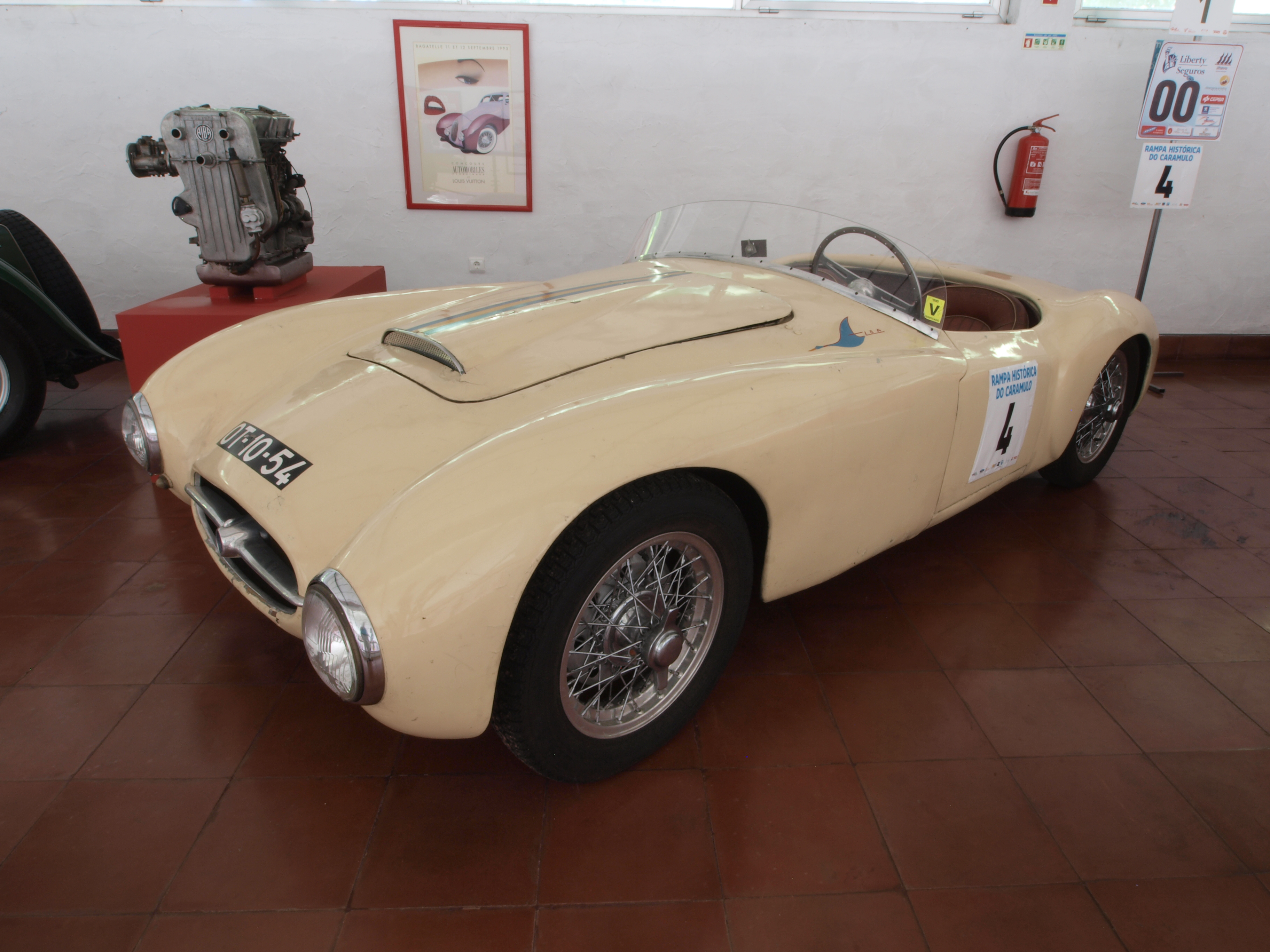
Ein Alba im Caramulo-Museum

- Guinea-Bissau: Mansabá
- Kap Verde: Santa Cruz
- Portugal: Lagoa (Azoren)[9]

## Wirtschaft
Die wasserreiche Landschaft und die fruchtbaren Böden machten aus Albergaria eine landwirtschaftlich produktive Gegend, in der insbesondere die Viehwirtschaft eine Rolle spielte und spielt. Die bedeutendsten Arbeitgeber sind jedoch die mittelständischen Unternehmen des Produzierenden Gewerbes, insbesondere die metallverarbeitende Industrie, Textilindustrie und holzverarbeitende Unternehmen. Die Aluminiumwerke Fábricas Metalúrgicas Alba waren in den 1950er Jahren auch ein bekannter Hersteller des Rennwagens Alba. Ein Großteil der Unternehmen sind im hiesigen Industriegebiet (Zona Industrial) angesiedelt.

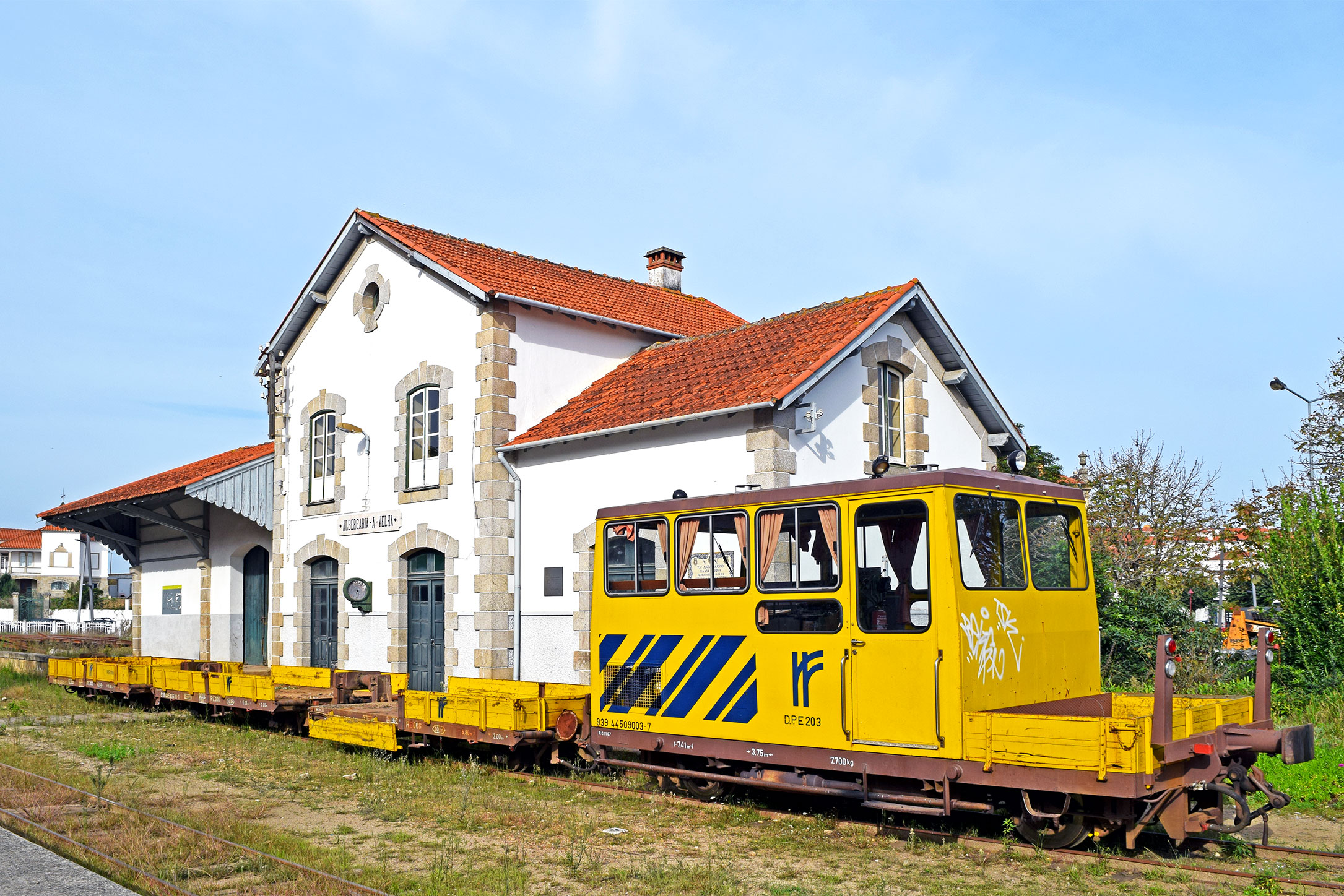
Der Bahnhof von Albergaria-a-Velha

## Verkehr
Der Ort ist mit seinem Bahnhof der Eisenbahnstrecke Linha do Vouga an das Bahnnetz des Landes angeschlossen und liegt mit eigener Anschlussstelle an der Autobahn A1. Albergaria-a-Velha ist zudem in das landesweite Busnetz der Rede Expressos eingebunden.

## Söhne und Töchter der Stadt
- Manoel Dias Branco (1904–1995), Unternehmer, war u. a. Marktführer für industrielle Teigwaren in Brasilien
- Vasco de Lemos Mourisca (1911–1984), Journalist und Autor
- Manuel Guimarães (1915–1975), neorealistischer Filmregisseur
- António Homem de Albuquerque Pinho (1921–2002), Historiker und Rechtsanwalt
- Manuel Capela (* 1922), Fußballspieler, Torhüter von Belenenses Lissabon bei ihrem Meistertitel 1946
- Luís de Barros (* 1941), Journalist (war u. a. Chefredakteur und Vorgesetzter Saramagos beim Diário de Notícias), Mann der Schriftstellerin Maria Teresa Horta
- João Alves (* 1952), Fußballspieler und -trainer
- Marina Bastos (* 1971), Leichtathletin
- Sandra Pereira (* 1986), Sängerin